# Act of Settlement 1701
Pour les articles homonymes, voir Act of Settlement.

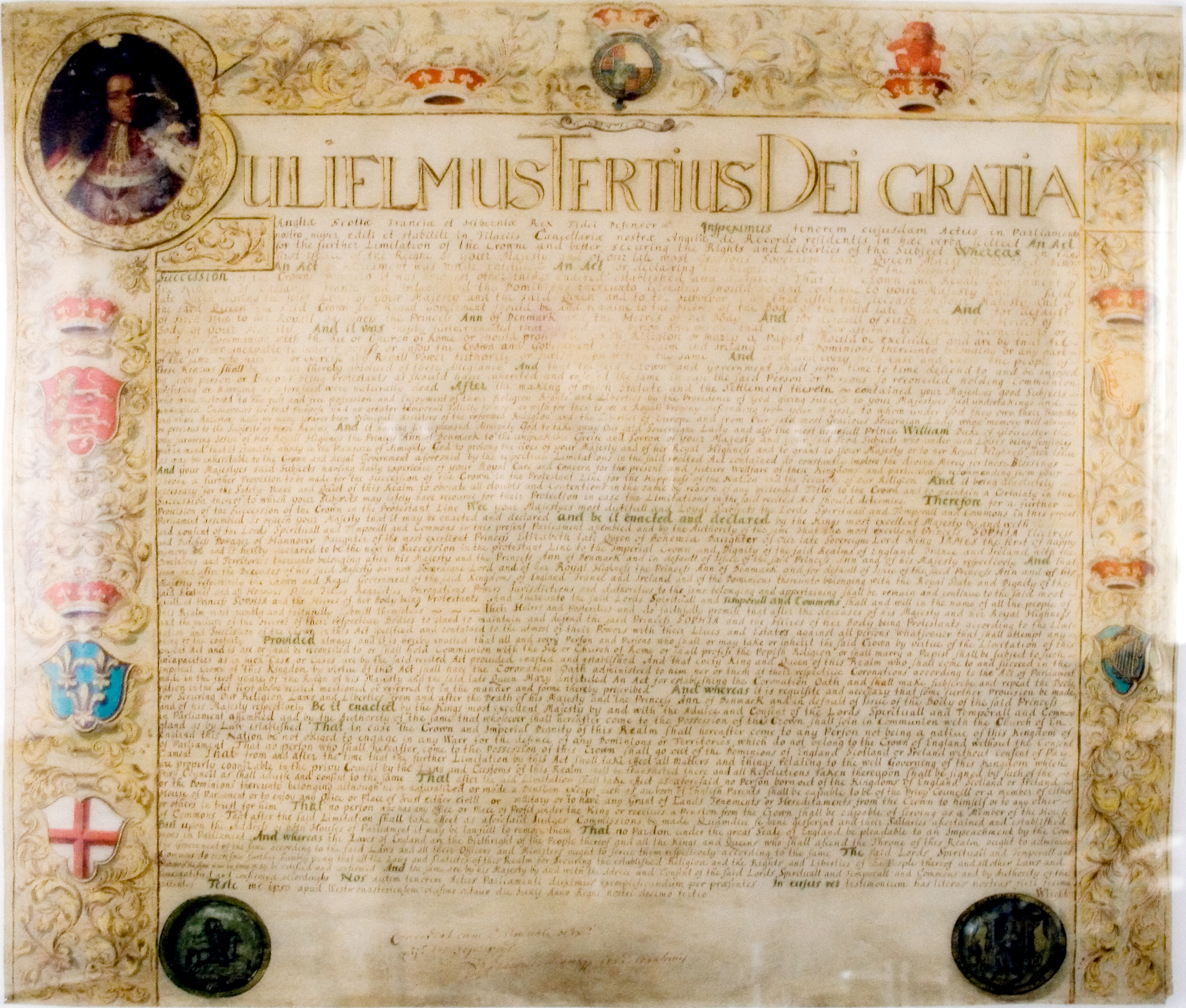
L'acte original.

L’acte d'Établissement 1701 (en anglais : Act of Settlement 1701) est une loi anglaise promulguée par le parlement britannique en 1701, qui garantissait la succession de la couronne d'Angleterre aux membres de la famille protestante des ducs du Hanovre, liée aux Stuart par le mariage de la fille d'Élisabeth Stuart, Sophie, avec Ernest-Auguste de Hanovre.
Cette disposition visait à empêcher l'intronisation d'un roi favorable au catholicisme, notamment à exclure du pouvoir Jacques François Stuart, dit « le chevalier de Saint-George » et chef du parti jacobite, que le roi de France Louis XIV venait de reconnaître comme roi d'Angleterre sous le nom de Jacques III.
En vertu de cet acte d'Établissement, lorsque la reine Anne Stuart mourut sans héritier le 1er août 1714, tout catholique ou conjoint de catholique étant exclu de la succession royale, l'électeur de Hanovre, fils de Sophie, devint en 1714 roi de Grande-Bretagne sous le nom de George Ier.
L'acte d'Établissement édictait en outre la séparation des pouvoirs et confirmait les textes fondamentaux (Magna Carta de 1215, Grande Remontrance de 1641, Habeas corpus de 1679, Bill of Rights de 1689). Ses dispositions anti-catholiques sont toujours en vigueur au XXIe siècle mais sont objet de débats.

## Champ d'application
L'acte d'Établissement, qui a été négocié par Leibniz,, régit depuis 1701 la couronne d'Angleterre, sous les différents statuts qu'elle a connus (royaume d'Angleterre, 1701-1707 ; royaume de Grande-Bretagne, 1707-1800 ; Royaume-Uni de Grande-Bretagne et d'Irlande, 1801-1922 ; actuel Royaume-Uni de Grande-Bretagne et d'Irlande du Nord).
L'acte d'Établissement a aussi été appliqué dans les pays du Commonwealth : au Canada (1867-1931), en Australie (1901-1942), en Nouvelle-Zélande (1907-1947) et dans l'Union sud-africaine (1910-1931).

## Prétendants catholiques exclus de la succession
L'acte d'Établissement a évincé toute la postérité des Stuarts, soit au moins 55 princes et princesses mieux placés que George Ier de Hanovre (1660-1727 ; fils de Sophie de Bavière-Palatinat qui était décédée le 8 juin 1714) dans la succession généalogique britannique (selon la primogéniture semi-mixte : d'abord masculine, à défaut féminine) ouverte au décès de la reine Anne le 1er août 1714 (les 5 enfants d'Anne nés vivants, étaient morts avant elle dont Guillaume de Danemark, duc de Gloucester, en 1700) :   
- le premier prétendant jacobite Jacques-François-Edouard, le chevalier de St-George, le Vieux Prétendant (1688-1766), fils de Jacques II (1633-1701) : sa sœur Louise-Marie-Thérèse était décédée dès 1712 ; ses fils furent Charles-Edouard, Bonnie prince Charlie, le deuxième Prétendant (1720-1788), et Henry IX-Benoît-Marie-Clément (1725-1807)
- les descendants de la tante paternelle du premier Prétendant, sœur de Jacques II, Henriette Stuart (1644-1670, Madame, duchesse d'Orléans, première belle-sœur de Louis XIV et petite-fille d'Henri IV : 
  - Anne-Marie d'Orléans (1668-1728, duchesse de Savoie), mère de : 
    - Victor-Amédée de Savoie, prince de Piémont (1699-1715) ; et Charles-Emmanuel III, duc de Savoie et roi de Sardaigne (1701-1773 ; d'où la succession théorique catholique au trône de Grande-Bretagne vers la Maison de Bavière[note 1])
    - et grand-mère de : Louis XV (1710-1774), par sa fille Marie-Adélaïde de Savoie (1685-1712), dauphine de France et duchesse de Bourgogne) ; Louis Ier (1707-1724) et Ferdinand VI d'Espagne (1713-1759), par sa fille Marie-Louise-Gabrielle de Savoie (1688-14 février 1714, reine d'Espagne)
- les Wittelsbach-Bavière-Palatinat, descendants de l'électeur Charles Ier Louis (1617-1680, fils et successeur de Frédéric V et de la princesse royale Elisabeth Stuart, fille de Jacques Ier : 
  - sa fille Élisabeth-Charlotte de Bavière (1652-1722, duchesse d'Orléans, deuxième belle-sœur de Louis XIV), d'où : 
    - le Régent (1674-1723), père de nombreux petits-enfants de Louis XIV par sa femme, la deuxième Mlle de Blois : 
      - Louis Ier, duc d'Orléans (1703-1752) ; Marie-Louise-Elisabeth d'Orléans (1695-1719, duchesse de Berry) ; Adélaïde, Mlle d'Orléans (1698-1743) ; Charlotte-Aglaé, Mlle de Valois (1700-1761, duchesse de Modène) ; et Louise-Elisabeth d'Orléans, Mlle de Montpensier (1709-1742, reine d'Espagne par son mariage avec Louis Ier d'Espagne ci-dessus) ; (leurs sœurs cadettes Philippine-Élisabeth, Mlle de Beaujolais (18 décembre 1714-1734) et Louise, Mlle de Chartres (1716-1736, princesse de Conti), n'étaient pas encore nées lors de la succession d'août 1714, mais Philippine-Elisabeth, enfant à naître, doit être comptée)

    - Elisabeth-Charlotte d'Orléans, Mlle de Chartres (1676-1744, duchesse de Lorraine), mère de : 
      - Léopold-Clément-Charles (1707-1723) ; François Ier, François III-Étienne (1708-1765, duc de Lorraine et de Bar puis grand-duc de Toscane, empereur germanique, époux de l'impératrice Marie-Thérèse) ; Charles-Alexandre-Emmanuel (1712-1780) ; Elisabeth-Thérèse (1711-1741, duchesse de Savoie par son mariage avec Charles-Emmanuel III ci-dessus) ; et Anne-Charlotte de Lorraine (17 mai 1714-1773, abbesse de Remiremont)
- les Wittelsbach-Bavière-Palatinat, descendants d'Edouard de Bavière-Palatinat (1625-1663), frère cadet de Charles Ier-Louis et mari d'Anne de Gonzague : 
  - ses petits-enfants, issus de sa fille aînée Louise-Marie du Palatinat (1647-1679 ; femme de Charles-Théodore, prince de Salm-Salm) : Louis-Othon de Salm [1674-1738 ; père de Dorothée-Françoise-Agnès (1702-1751), Elisabeth-Alexandrine-Félicité-Charlotte (1704-1739), et Christine-Anne-Louise-Osvaldina de Salm (1707-1775)] ; et Eléonore-Christine de Salm (1678-1737, sœur de Louis-Othon, femme du duc Conrad-Albert d'Ursel et mère de Charles d'Ursel (1717–1775))
  - sa fille Anne-Henriette-Julie de Palatinat (1648-1723, princesse de Condé :  
    - grand-mère, par son fils Louis III (1668-1710 ; prince de Condé et duc de Bourbon), de : Louis IV-Henri (1692-1740, prince de Condé et duc de Bourbon) ; Charles (1700-1760, comte de Charolais) ; Louis (1709-1771, comte de Clermont-en-Argonne) ; Marie-Anne-Gabrielle-Eléonore (1690-1760) ; Louise-Elisabeth, Mlle de Charolais, Mlle de Bourbon [1693-1775, princesse de Conti par son mariage avec Louis-Armand II ci-dessous : leur fils aîné, Louis comte de la Marche, naît en 1715 et † en 1717 ; arrière-grand-mère du roi Louis-Philippe] ; Louise-Anne, Mlle de Sens, Mlle de Charolais (1695-1758) ; Marie-Anne, Mlle de Clermont (1697-1741) ; Henriette-Louise-Marie-Françoise, Mlle de Vermandois (1703-1772) ; et Élisabeth-Alexandrine de Bourbon-Condé (1705-1765, comtesse de Charolais, dame de Palaiseau)
    - mère de Marie-Thérèse de Bourbon-Condé (1666-1732), princesse de Conti par son mariage avec le Grand Conti, d'où : Louis-Armand II, prince de Conti (1695-1727, arrière-grand-père du roi Louis-Philippe : voir ci-dessus) ; Marie-Anne de Conti (1689-1720, princesse de Condé par son mariage avec Louis IV-Henri ci-dessus) ; et Louise-Adélaïde de Bourbon-Conti (1696-1750)
    - mère aussi d'Anne-Louise-Bénédicte de Condé (1676-1753), duchesse du Maine et d'Aumale, princesse de Dombes et comtesse d'Eu par son mariage avec un fils naturel de Louis XIV et de la marquise de Montespan), mère de : Louis-Auguste II (1700-1755, prince souverain de Dombes, comte d'Eu) ; Louis-Charles (1701-1775, prince de Dombes, comte d'Eu) ; et Louise-Françoise, Mlle du Maine (1707-1743)
    - mère enfin de Marie-Anne de Condé, Mlle de Montmorency, Mlle d'Enghien (1678-1718, duchesse de Vendôme)

  - sa dernière fille, sœur cadette de Louise-Marie et d'Anne-Henriette de Palatinat : Bénédicte de Bavière-Palatinat (1650-1732, femme de Jean-Frédéric de Brunswick-Lunebourg-Calenberg :  
    - grand-mère, par sa fille Charlotte-Félicité de Brunswick-Calenberg (1671-1710, femme de Renaud III de Modène), de : François III, duc de Modène (1698-1780) ; Jean-Frédéric (1700-1727) ; Bénédicte (1697-1777) ; Amélie (1699-1778) ; et Henriette d'Este-Modène (1702-1777, duchesse de Parme)
    - mère aussi d'Henriette-Marie de Lunebourg-Calenberg (1672-1757) ; et de l'impératrice Wilhelmine-Amélie de Brunswick-Lunebourg (1673-1742), mère de :  
      - Marie-Josèphe d'Autriche (1699-1757, électrice de Saxe et reine de Pologne, mère de nombreux enfants nés entre 1720 et 1740, grand-mère de deux rois de Saxe, Frédéric-Auguste Ier et Antoine Ier, de Charles IV d'Espagne, et de Louis XVI, Louis XVIII et Charles X de France)
      - et de l'impératrice Marie-Amélie d'Autriche (1701-1756).

## En droit canadien
Dans le Renvoi relatif à la rémunération des juges de la Cour provinciale de l'Île-du-Prince-Édouard, la Cour suprême du Canada a statué que l'« Act of Settlement » fait partie de la Constitution du Canada puisque le préambule de la Loi constitutionnelle de 1867 affirme que le Canada a une constitution reposant sur les mêmes principes que celle du Royaume-Uni. Puisque l'acte d'Établissement protège l'indépendance judiciaire en établissant  l'inamovibilité des juges, cela permet à la Cour suprême d'affirmer dans son jugement que ce principe fait partie du droit constitutionnel canadien.